# Luis Felipe Méliz

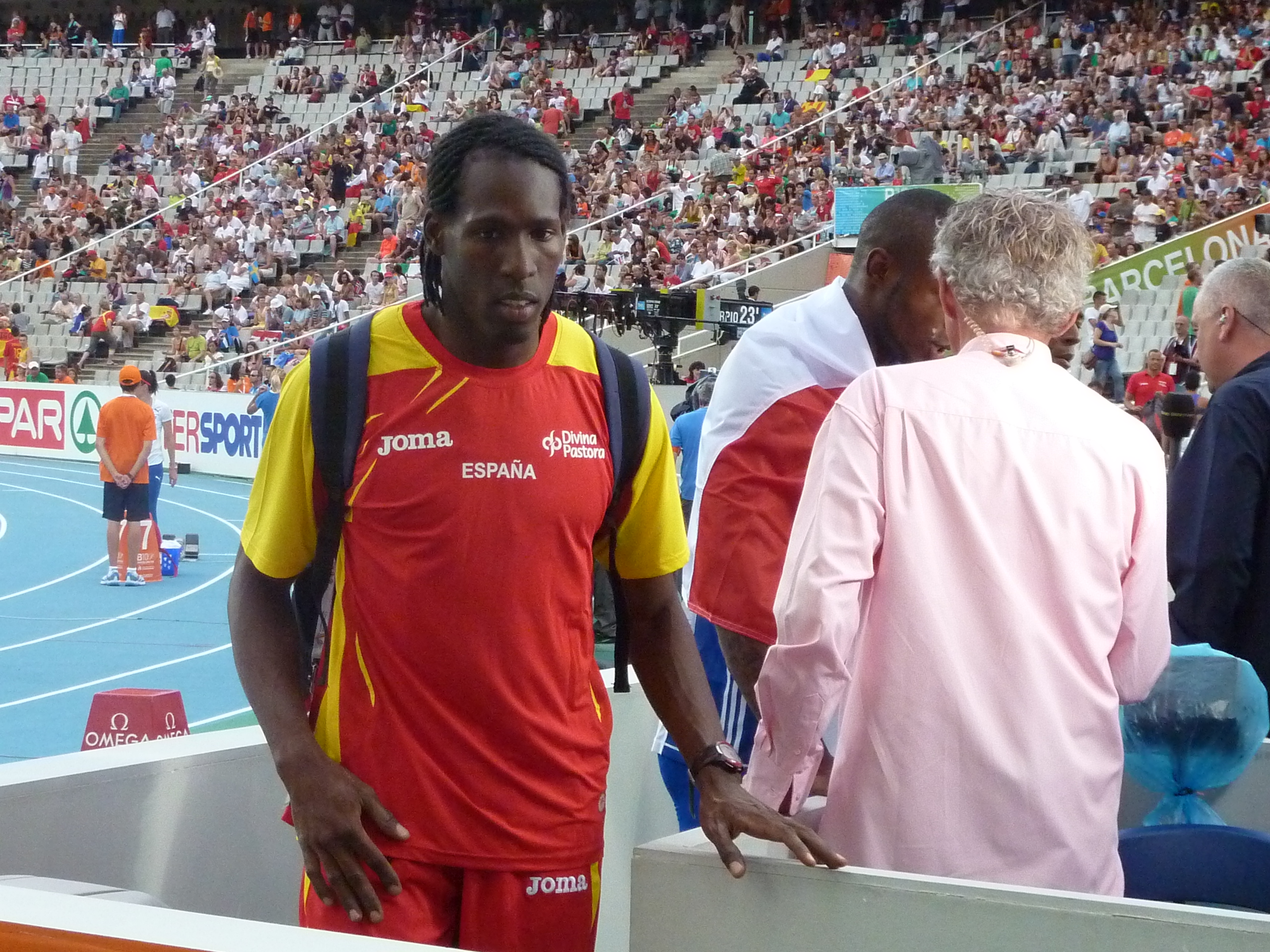
Luis Felipe Méliz bei den Europameisterschaften 2010

Luis Felipe Méliz (Luis Felipe Méliz Linares; * 11. August 1979 in Santa Clara) ist ein spanischer Weitspringer kubanischer Herkunft.
Bei den Juniorenweltmeisterschaften 1998 in Annecy gewann er Bronze.
1999 holte er Silber bei der Universiade und Bronze bei den Panamerikanischen Spielen in Winnipeg. Bei den Weltmeisterschaften in Sevilla schied er in der Qualifikation aus.
Bei den Olympischen Spielen 2000 in Sydney wurde er Siebter. 2001 wurde er Neunter bei den Hallenweltmeisterschaften in Lissabon und kam bei den Weltmeisterschaften in Edmonton nicht über die erste Runde hinaus.
2003 wurde er Vierter bei den Hallenweltmeisterschaften in Birmingham, gewann Silber bei den Panamerikanischen Spielen in Santo Domingo und kam bei den Weltmeisterschaften in Paris/Saint-Denis auf den elften Platz. Bei den Hallenweltmeisterschaften 2004 in Budapest scheiterte er in der Qualifikation.
Für Spanien startend wurde er 2008 bei den Olympischen Spielen in Peking Siebter und beim Weltfinale in Stuttgart Vierter. Bei den Weltmeisterschaften 2009 in Berlin schied er in der Qualifikation aus, und bei den Europameisterschaften 2010 in Barcelona wurde er Elfter.
2011 folgte einem sechsten Platz bei den Halleneuropameisterschaften in Paris ein Vorrundenaus bei den Weltmeisterschaften in Daegu.
2012 wurde er Achter bei den Hallenweltmeisterschaften in Istanbul und gewann Silber bei den Europameisterschaften in Helsinki. Bei den Olympischen Spielen in London blieb er in der Qualifikation ohne gültigen Versuch.
2014 holte er Bronze bei den Ibero-Amerikanischen Meisterschaften und schied bei den Europameisterschaften in Zürich in der Vorrunde aus.
Von 2008 bis 2010 wurde er dreimal in Folge Spanischer Meister. 2010 holte er in der Halle den nationalen Titel.

## Persönliche Bestleistungen
- Weitsprung: 8,43 m, 3. Juni 2000, Jena
  - Halle: 8,21 m, 16. Februar 2000, Madrid